# Phalacrocorax perspicillatus
El cormorán de Pallas o cormorán brillante (Phalacrocorax perspicillatus) es una especie extinta de ave suliforme de la familia Phalacrocoracidae, que se extinguió a mediados del siglo XIX, 1850, de 3,5 kilogramos de peso, únicamente podía volar con dificultades, siendo de carácter muy confiado. 
Solo habitaba algunos enclaves de las islas del Comandante, en el Pacífico ruso. Se ha demostrado que la distribución moderna es una reliquia de una distribución prehistórica más amplia, cuando en 2018 se encontraron en Japón fósiles de la especie de hace 120.000 años. Hasta el momento, es la especie de cormorán más grande que se sabe que ha existido.